# Saint-Corneille
Saint-Corneille è un comune francese di 1 093 abitanti situato nel dipartimento della Sarthe nella regione dei Paesi della Loira.

## Società

### Evoluzione demografica
Abitanti censiti